# Alexei Wassiljewitsch Papin
Alexei Wassiljewitsch Papin (russisch Алексей Васильевич Папин; * 6. Oktober 1987 in Reutow, Russland) ist ein ehemaliger russischer Kickboxer und aktueller ungeschlagener Profiboxer im Cruisergewicht.

## Kickboxen
Im Kickboxen wurde Papin unter anderem im Jahre 2011 Amateurweltmeister des Verbandes WAKO.

## Boxen
2015 begann Papin mit einem Sieg durch technischen K.o. in Runde 4 über Sergey Beloschapkin erfolgreich seine Karriere als Profiboxer.
Ende November des Jahres 2017 bezwang er den Ukrainer Ismajil Sillach durch klassischen Knockout in der 1. Runde.